# Karetna želva
Karetna želva (lat. Eretmochelys imbricata) je kritično ugrožena vrsta morskih kornjača koje pripadaju porodici Cheloniidae. Jedina je postojeća vrsta u svojem rodu. Rasprostranjena je u Atlantskom, Tihom i Indijskom oceanu te okolnim morima.

## Opis
Nekoliko obilježja karetnih želvi razlikuje ih od drugih vrsta morskih kornjača. Njihova izdužena glava se sužava i završava s kljunom poput usta (iz koje je njezin zajednički naziv i izveden), a kljun je oštro izražen i kukastiji od drugih kornjača. Na svakoj peraji nalaze se dvije vidljive kandže.
Jedna od značajki po kojoj se mogu razlikovati od drugih morskih kornjača je i oklop. Oklop ima pet središnjih ploča i četiri para bočnih. Stražnje ploče se preklapaju na takav način da stražnji dio oklopa ima nazubljeni izgled, sličan rubu pile ili noža. Oklop ima žutu pozadinu s nepravilnom kombinacijom svijetlih i tamnih pruga, bočna strana je pretežno crne i išarano smeđe boje.
Karetna želva poznata je po oklopu koji može biti dugačak do gotovo jednog metra. Odrasle morske kornjače teže oko 80 kg u prosjeku. Najteža kornjača ikada uhvaćena je bila teška 127 kg.
Zbog konzumiranja otrovnih žarnjaka, meso kornjače može postati otrovno.
Karetna želva gnijezdi se na otočnim i kopnenim pješčanim plažama tropskih i suptropskih mora. Migratorna su vrsta. Ženke se u sezoni parenja često vraćaju na istu plažu na kojoj su se izlegle iako su u međuvremenu prošle stotine ili tisuće kilometara.

## Ugroženost i zaštita
Najveća prijetnja karetnoj želvi je izlov zbog oklopa od kojeg se izrađuju vrijedni predmeti još od doba drevne egipatske civilizacije i Han dinastije. Milijuni kornjača su ubijeni u posljednjih 100 godina za potrebe europskih, azijskih i američkih tržišta oklopima. Veliku prijetnju predstavlja i prikupljanje jaja kornjači, koje je najizrazitije u jugoistočnoj Aziji i u nekim područjima dostiže 100% svih polegnutih jaja. Odrasle i mlade jednike love se i zbog mesa.  
Razvoj tropskih obala zbog turizma prijeti uništenju plaža na kojima se karetne želve gnijezde. Na obalama Bliskog istoka i zapadne Australije naftna i plinska industrija negativno utječu na gniježđenje. Vrsta se nalazi na IUCN-ovom crvenom popisu zbog smanjenja populacije tijekom posljednje tri generacije od 80%.